# Liste des députés des Alpes-de-Haute-Provence
 (mai 2025).
Le département des Alpes-de-Haute-Provence est divisé depuis 1988 en 2 circonscriptions législatives. Celles-ci ont élu aux  législatives de 2012 deux députés socialistes :

## Cinquième République

### Dix-septième Législature (2024 - ... )
| Circonscription          | Député                 | Parti | Parti    | Suppléant        | Autre mandat                                                                        |
| ------------------------ | ---------------------- | ----- | -------- | ---------------- | ----------------------------------------------------------------------------------- |
| Première circonscription | Christian Girard       |       | RN       | Yves Benessy     | Conseiller régional de Provence-Alpes-Côte-d'Azur, conseiller municipal de Manosque |
| Deuxième circonscription | Sophie Vaginay-Ricourt |       | RAD (RN) | Fabrice Durnerin | Conseillère régionale de Provence-Alpes-Côte-d'Azur, maire de Barcelonnette         |

### Seizième Législature (2022 - 2024)
| Circonscription          | Député           | Parti | Parti | Suppléant     | Autre mandat                                                                        |
| ------------------------ | ---------------- | ----- | ----- | ------------- | ----------------------------------------------------------------------------------- |
| Première circonscription | Christian Girard |       | RN    | Yves Benessy  | Conseiller régional de Provence-Alpes-Côte-d'Azur, conseiller municipal de Manosque |
| Deuxième circonscription | Léo Walter       |       | LFI   | Alice Allamel | Conseiller municipal de Niozelles                                                   |

### Quinzième Législature (2017 - 2022)
| Circonscription          | Député              | Parti | Parti | Suppléant                    | Autre mandat                                 |
| ------------------------ | ------------------- | ----- | ----- | ---------------------------- | -------------------------------------------- |
| Première circonscription | Delphine Bagarry    |       | REM   | Georges Pereira              | Conseillère départementale du canton de Riez |
| Deuxième circonscription | Christophe Castaner |       | REM   | Emmanuelle Fontaine-Domeizel | Maire de Forcalquier Ministre de l'intérieur |

Emmanuelle Fontaine-Domeizel remplaça Christophe Castaner, nommé membre du gouvernement, du 22 juillet 2017 au 3 août 2020.

### Quatorzième Législature (2012 - 2017)
| Circonscription          | Député              | Parti | Parti | Suppléant                | Autre mandat                                                                             |
| ------------------------ | ------------------- | ----- | ----- | ------------------------ | ---------------------------------------------------------------------------------------- |
| Première circonscription | Gilbert Sauvan      |       | PS    | Patricia Granet Brunello | Président du Conseil général des Alpes-de-Haute-Provence Maire de Castellane (2008-2012) |
| Deuxième circonscription | Christophe Castaner |       | PS    | Esther Baron             | Maire de Forcalquier                                                                     |

### Treizième Législature (2007 - 2012)
| Circonscription          | Député            | Parti | Parti | Suppléant        | Autre mandat                                             |
| ------------------------ | ----------------- | ----- | ----- | ---------------- | -------------------------------------------------------- |
| Première circonscription | Jean-Louis Bianco |       | PS    | Gilbert Sauvan   | Président du Conseil général des Alpes-de-Haute-Provence |
| Deuxième circonscription | Daniel Spagnou    |       | UMP   | Geneviève Diguet | Maire de Sisteron                                        |

### Douzième Législature (2002 - 2007)
| Circonscription          | Député            | Parti | Parti | Suppléant      | Autre mandat                                             |
| ------------------------ | ----------------- | ----- | ----- | -------------- | -------------------------------------------------------- |
| Première circonscription | Jean-Louis Bianco |       | PS    | Gilbert Sauvan | Président du Conseil général des Alpes-de-Haute-Provence |
| Deuxième circonscription | Daniel Spagnou    |       | UMP   | Gérard Velin   | Maire de Sisteron                                        |

### Onzième Législature (1997 - 2002)
| Circonscription          | Député            | Parti | Parti | Suppléant        | Autre mandat                                                                                                  |
| ------------------------ | ----------------- | ----- | ----- | ---------------- | --- |
| Première circonscription | Jean-Louis Bianco |       | PS    | Gilbert Sauvan   | Président du Conseil général des Alpes-de-Haute-Provence (à partir de 1998) Maire de Digne-les-Bains (→ 2001) |
| Deuxième circonscription | Robert Honde      |       | PRG   | Francis Hermitte | Maire de Manosque Conseiller général du Canton de Manosque-Nord                                               |

### Dixième Législature (1993 - 1997)
| Circonscription          | Député          | Parti | Parti   | Suppléant      | Autre mandat                                                                        |
| ------------------------ | --------------- | ----- | ------- | -------------- | ----------------------------------------------------------------------------------- |
| Première circonscription | Francis Galizi* |       | UDF-CDS |                | Maire de Peyruis Conseiller général du Canton de Peyruis                            |
| Deuxième circonscription | Pierre Delmar   |       | RPR     | Daniel Spagnou | Maire de Forcalquier (à partir de 1995) Conseiller général du Canton de Forcalquier |

- Francis Galizi remplace Pierre Rinaldi, député élu en 1993 et dont l'élection est annulée.

### Neuvième Législature (1988-1993)
| Circonscription          | Député          | Parti | Parti | Suppléant    | Autre mandat |
| ------------------------ | --------------- | ----- | ----- | ------------ | ------------ |
| Première circonscription | François Massot |       | PS    | Robert Niel  |              |
| Deuxième circonscription | André Bellon    |       | PS    | Lucien Gilly |              |

### Huitième Législature (1986 - 1988)
Les députés sont élus au scrutin proportionnel
| Liste | Député        | Parti | Parti | Autres mandats                                                    |
| ----- | ------------- | ----- | ----- | ----------------------------------------------------------------- |
| PS    | André Bellon  |       | PS    | Pas d'autres mandats                                              |
| RPR   | Pierre Delmar |       | RPR   | Maire de Forcalquier, conseiller général du canton de Forcalquier |

### Septième Législature (1981 - 1986)
| Circonscription          | Député          | Parti | Parti | Suppléant   | Autre mandat |
| ------------------------ | --------------- | ----- | ----- | ----------- | ------------ |
| Première circonscription | François Massot |       | MRG   | Robert Niel |              |
| Deuxième circonscription | André Bellon    |       | PS    | Max Demol   |              |

### Sixième Législature (1978 - 1981)
| Circonscription          | Député          | Parti | Parti | Suppléant       | Autre mandat          |
| ------------------------ | --------------- | ----- | ----- | --------------- | --------------------- |
| Première circonscription | François Massot |       | MRG   | Éliane Jugy     |                       |
| Deuxième circonscription | Pierre Girardot |       | PCF   | Georges Alliaud | Maire de Sainte-Tulle |

### Cinquième Législature (1973 - 1978)
Changement de nom du département des Basses-Alpes en département des Alpes-de-Haute-Provence le 13 avril 1970
| Circonscription          | Député         | Parti | Parti | Suppléant    | Autre mandat                                                                  |
| ------------------------ | -------------- | ----- | ----- | ------------ | ----------------------------------------------------------------------------- |
| Première circonscription | Marcel Massot  |       | MRG   | Simon Piétri | Conseiller général du Canton de La Motte-du-Caire                             |
| Deuxième circonscription | Claude Delorme |       | PS    | Lucien Veyan | Président du Conseil général des Alpes-de-Haute-Provence Maire de Forcalquier |

### Quatrième Législature (1968 - 1973)
Circonscription de l'ancien département des Basses-Alpes
| Circonscription          | Député         | Parti | Parti | Suppléant    | Autre mandat                                                                  |
| ------------------------ | -------------- | ----- | ----- | ------------ | ----------------------------------------------------------------------------- |
| Première circonscription | Marcel Massot  |       | PRRS  | Daniel Jouve | Conseiller général du Canton de La Motte-du-Caire                             |
| Deuxième circonscription | Claude Delorme |       | SFIO  | Lucien Veyan | Président du Conseil général des Alpes-de-Haute-Provence Maire de Forcalquier |

### Troisième Législature (1967 - 1968)
Circonscription de l'ancien département des Basses-Alpes
| Circonscription          | Député         | Parti | Parti | Suppléant    | Autre mandat                                                                  |
| ------------------------ | -------------- | ----- | ----- | ------------ | ----------------------------------------------------------------------------- |
| Première circonscription | Marcel Massot  |       | PRRS  | Daniel Jouve | Conseiller général du Canton de La Motte-du-Caire                             |
| Deuxième circonscription | Claude Delorme |       | SFIO  | Lucien Veyan | Président du Conseil général des Alpes-de-Haute-Provence Maire de Forcalquier |

### Deuxième Législature (1962 - 1967)
Circonscription de l'ancien département des Basses-Alpes
| Circonscription          | Député         | Parti | Parti | Suppléant     | Autre mandat                                                                  |
| ------------------------ | -------------- | ----- | ----- | ------------- | ----------------------------------------------------------------------------- |
| Première circonscription | Marcel Massot  |       | PRRS  | Julien Romieu | Conseiller général du Canton de La Motte-du-Caire                             |
| Deuxième circonscription | Claude Delorme |       | SFIO  | Lucien Veyan  | Président du Conseil général des Alpes-de-Haute-Provence Maire de Forcalquier |

### Première Législature (1958 - 1962)
Circonscription de l'ancien département des Basses-Alpes
| Circonscription          | Député           | Parti | Parti | Suppléant    | Autre mandat                            |
| ------------------------ | ---------------- | ----- | ----- | ------------ | --------------------------------------- |
| Première circonscription | Roger Diet       |       | UNR   | Henri Dupéry | Maire de Barcelonnette                  |
| Deuxième circonscription | Gabriel Domenech |       | RPCD  | Louis Martel | Conseiller général du Canton de Peyruis |

## Quatrième République

### IIIème Législature (1956-1958)
Pierre Girardot (PCF)
Marcel-Edmond Naegelen (SFIO)

### IIeme Législature (1951-1956)
Marcel-Edmond Naegelen (SFIO)
Marcel Massot (radical)

### Ire Législature (1946-1951
- Philippe Farine (MRP)
- Pierre Girardot (PCF)

## Gouvernement provisoire de la République française

### Deuxième constituante (1946)
Pierre Girardot (PCF)
Camille Reymond (SFIO)

### Première constituante (1945-1946)
Pierre Girardot (PCF)
Camille Reymond (SFIO)

## Troisième République

### Assemblée nationale (1871 - 1876)
- Césaire Léon Amaudric du Chaffault, Centre gauche
- Eugène Michel, Centre gauche
- Pierre Allemand, Union républicaine

### IreLégislature (1876 - 1877)
- Hippolyte Gassier
- Jean-Baptiste Bouteille
- Arthur Eugène Picard
- Prosper Allemand
- André Thourel

### IIelégislature (1877 - 1881)
- Paul Rabiers du Villars invalidé en 1878 remplacé par Arthur Eugène Picard
- Hippolyte Gassier
- Jean-Baptiste Bouteille
- André Thourel décédé en 1880, remplacé par Jacques Paulon
- Prosper Allemand

### IIIelégislature (1881 - 1885)
- Félix Bontoux
- Hippolyte Gassier
- Marius Soustre
- Jean-Baptiste Bouteille
- Arthur Eugène Picard

### IVelégislature (1885 - 1889)
- Jules Proal
- Hippolyte Suquet
- Louis Andrieux

### Velégislature (1889 - 1893)
- Digne : Joseph Reinach, Républicain
- Castellane : François Deloncle, Républicain
- Forcalquier : Marius Isoard, Républicain
- Barcelonnette : Henri Fouquier, Républicain
- Sisteron : James Mac-Adaras, Républicain

Source : journal Le Temps du 24 septembre et du 8 octobre 1889 sur Gallica,.

### VIelégislature (1893 - 1898)
- Sisteron  : Paul-Antonin d'Hugues, Droite
- Digne : Joseph Reinach, Républicain
- Castellane : François Deloncle, Républicain
- Forcalquier : Raoul Fruchier, Républicain, élu sénateur en 1895 remplacé par Martial Sicard, Républicain progressiste
- Barcelonnette : Paul Delombre, Républicain

Source : journal Le Temps du 22 août et du 5 septembre 1893 sur Gallica,.

### VIIelégislature (1898 - 1902)
- Castellane : Boniface de Castellane, Rallié
- Sisteron : Ludovic Robert, Radical, décédé en 1900, remplacé par Gustave-Adolphe Hubbard, Radical socialiste
- Forcalquier : Martial Sicard, Républicain
- Barcelonnette : Paul Delombre, Républicain
- Digne : Paul Joseph Roux, Républicain

Source : journal Le Temps du 10 mai et du 24 mai 1898 sur Gallica,.

### VIIIelégislature (1902 - 1906)
- Forcalquier : Adolphe Defarge, Radical, élu sénateur en 1903, remplacé par François Joseph Isoard, Socialiste
- Castellane, Boniface de Castellane, Rallié
- Digne : Charles Fruchier, Républicain
- Sisteron : Gustave-Adolphe Hubbard, Radical
- Barcelonnette : Paul Delombre, Républicain

Source : journal Le Temps du 29 avril et du 13 mai 1902 sur Gallica,.

### IXelégislature (1906 - 1910)
- Forcalquier : François Joseph Isoard, Socialistes unifiés
- Sisteron : Antony Joly, Socialistes parlementaires
- Castellane : Boniface de Castellane, Libéral
- Barcelonnette : Camille Guyot de Villeneuve, Libéral
- Digne : Joseph Reinach, Républicain (Union démocratique)

Sources : Journal Le Temps du 6 et du 22 mai 1906 sur Gallica - ,.

### Xelégislature (1910 - 1914)
- Barcelonnette : André Honnorat, Gauche radicale
- Sisteron : Antony Joly, Républicain socialiste
- Castellane : Justin Perchot, Gauche radicale, élu sénateur en 1912 remplacé par François Deloncle, Gauche démocratique, élu le 5 mai 1912
- Digne : Joseph Reinach, Gauche démocratique
- Forcalquier : Louis Andrieux, Républicain indépendant

Sources : Journal Le Temps du 24 avril et du 8 mai 1910 sur Gallica - ,.

### XIelégislature (1914 - 1919)
- Sisteron : Raoul Anglès, Radical socialiste
- Castellane : Jacques Stern, Gauche radicale
- Digne : Joseph Jugy, Radical socialiste
- Barcelonnette : André Honnorat, Gauche radicale
- Forcalquier : Louis Andrieux, Républicains de gauche (modéré)

Sources : Journal Le Temps du 28 avril et du 12 mai 1914 sur Gallica - ,.

### XIIelégislature (1919 - 1924)
Les élections législatives de 1919 furent organisées au scrutin proportionnel de liste. Elles marquèrent au niveau national la victoire du "Bloc national" de centre-droit.
Liste d'union et de concentration républicaine
- Raoul Anglès, Républicain socialiste
- André Honnorat, Gauche républicaine démocratique, élu sénateur en 1921, non remplacé
- Paul Reynaud, Action républicaine et sociale

Liste socialiste
- Charles Baron, SFIO

Liste d'union républicaine
- Louis Andrieux, Gauche républicaine démocratique

Source : Barodet, sur le site de l'Assemblée Nationale - https://bibnum.sciencespo.fr/s/catalogue/ark:/46513/sc16m2kz#?c=&m=&s=&cv=

### XIIIelégislature (1924 - 1928)
Les élections législatives de 1924 furent organisées au scrutin proportionnel de liste. Elles marquèrent au niveau national national la victoire du "Cartel des gauches".
Liste du Cartel des Gauches
- Henri Michel, Parti radical et radical-socialiste
- Charles Baron, SFIO
- Frédéric Aillaud, SFIO, Conseiller général du canton de Forcalquier, décédé le 27 mai 1924 (n'a jamais siégé), remplacé par Louis Gardiol, SFIO, élu le 17 août 1924

Source : Barodet, sur le site de l'Assemblée Nationale - https://bibnum.sciencespo.fr/s/catalogue/ark:/46513/sc16m1m0#?c=&m=&s=&cv=

### XIVe législature (1928 - 1932)
Les élections législatives furent au scrutin d'arrondissement majoritaire à deux tours de 1928 à 1936.
- Digne : Jacques Stern, Républicain de gauche (modéré)
- Castellane : Louis Gardiol, SFIO
- Forcalquier : Charles Baron, SFIO

Source : Élections législatives 22-29 avril 1928 de Georges Lachapelle - https://gallica.bnf.fr/ark:/12148/bpt6k320439r.texteImage#

### XVe législature (1932 - 1936)
- Digne : Jacques Stern, Républicains de gauche
- Castellane : Louis Gardiol, SFIO
- Forcalquier : Charles Baron, SFIO

### XVIe législature (1936 - 1940)
- Digne : Marcel Massot, Radical-socialiste
- Castellane : Louis Gardiol, SFIO
- Forcalquier : Charles Baron, SFIO

## Second Empire

### Irelégislature(1852-1857)
- Jean-Baptiste Fortoul démissionne en 1852, remplacé par Xavier Louis Réguis

### IIelégislature(1857-1863)
- Xavier Louis Réguis

### IIIelégislature(1863-1869)
- Xavier Louis Réguis

### IVelégislature(1869-1870)
- Xavier Louis Réguis

## IIeRépublique
Élections au suffrage universel masculin à partir de 1848

### Assemblée nationale constituante (1848-1849)
- Jean Denoize démissionne en 1848, remplacé par Hippolyte Fortoul
- Jean-Paul du Chaffault
- Auguste Chais
- Joseph de Laidet

### Assemblée nationale législative (1849-1851)
- Hippolyte Fortoul
- Melchior Yvan
- Joseph de Laidet

## Chambre des députés (Monarchie de Juillet)

### IreLégislature(1830-1831)
- Antoine-Jean-Baptiste-Joseph Gravier
- Joseph de Laidet

### IIeLégislature(1831-1834)
- Antoine-Jean-Baptiste-Joseph Gravier
- Joseph de Laidet

### IIIeLégislature(1834-1837)
- Antoine-Jean-Baptiste-Joseph Gravier
- Joseph de Laidet

### IVeLégislature(1837-1839)
- Antoine-Jean-Baptiste-Joseph Gravier
- Joseph de Laidet

### VeLégislature(1839-1842)
- Antoine-Jean-Baptiste-Joseph Gravier
- Joseph de Laidet

### VIeLégislature(1842-1846)
- Antoine-Jean-Baptiste-Joseph Gravier
- Joseph de Laidet

### VIIeLégislature(17/08/1846-24/02/1848)
- Henri de Laplane

## Chambre des députés des départements (2eRestauration)

### Irelégislature(1815–1816)
- Antoine-Jean-Baptiste-Joseph Gravier
- Eugène François d'Arnauld

### IIelégislature(1816-1823)
- Emmanuel-Ferdinand de Villeneuve-Bargemon
- Joseph François Mieulle
- Jean Baptiste Arnaud (magistrat)

### IIIelégislature(1824-1827)
- Emmanuel-Ferdinand de Villeneuve-Bargemon
- Joseph François Mieulle

### IVelégislature(1828-1830)
- Antoine-Jean-Baptiste-Joseph Gravier
- Fortuné Leydet

### Velégislature(23 juin 1830-28 juillet 1830)
- Antoine-Jean-Baptiste-Joseph Gravier
- François-Joseph de Magnan
- Fortuné Leydet
- Joseph François Mieulle

## Chambre des représentants (Cent-Jours)
- Jean Joseph Vincent Cotte
- Jacques-Antoine Manuel
- Jean Joseph Marie Mévolhon
- François Henri Plauche
- Claude Louis Réguis

## Chambre des députés des départements (1reRestauration)
Pas de député

## Corps législatif(1800-1814)
- Claude Louis Réguis
- Innocent Grassy
- Jean Antoine Barrière
- Jean Gaspard Gassendi

## Conseil des Cinq-Cents(1795-1799)
- Joseph François Mieulle
- Louis François Peyre
- Marius Félix Maïsse
- Marc-Antoine Savornin
- Jean Antoine Barrière
- Jean François Palhier de Sylvabelle
- Honoré Bovis

## Convention nationale(1792-1795)
- Louis François Peyre
- Marius Félix Maïsse
- Marc-Antoine Savornin
- Claude Louis Réguis
- Henri Gaspard Charles Bouret
- Jacques Verdollin
- Pierre Jacques Dherbez-Latour

## Assemblée législative (1791-1792)
- André Pinchinat
- Jean Raffin
- Henri Juglar
- François Charles Bouche
- Pierre Jacques Dherbez-Latour
- Pierre Antoine Chauvet